# 새지드 재비드

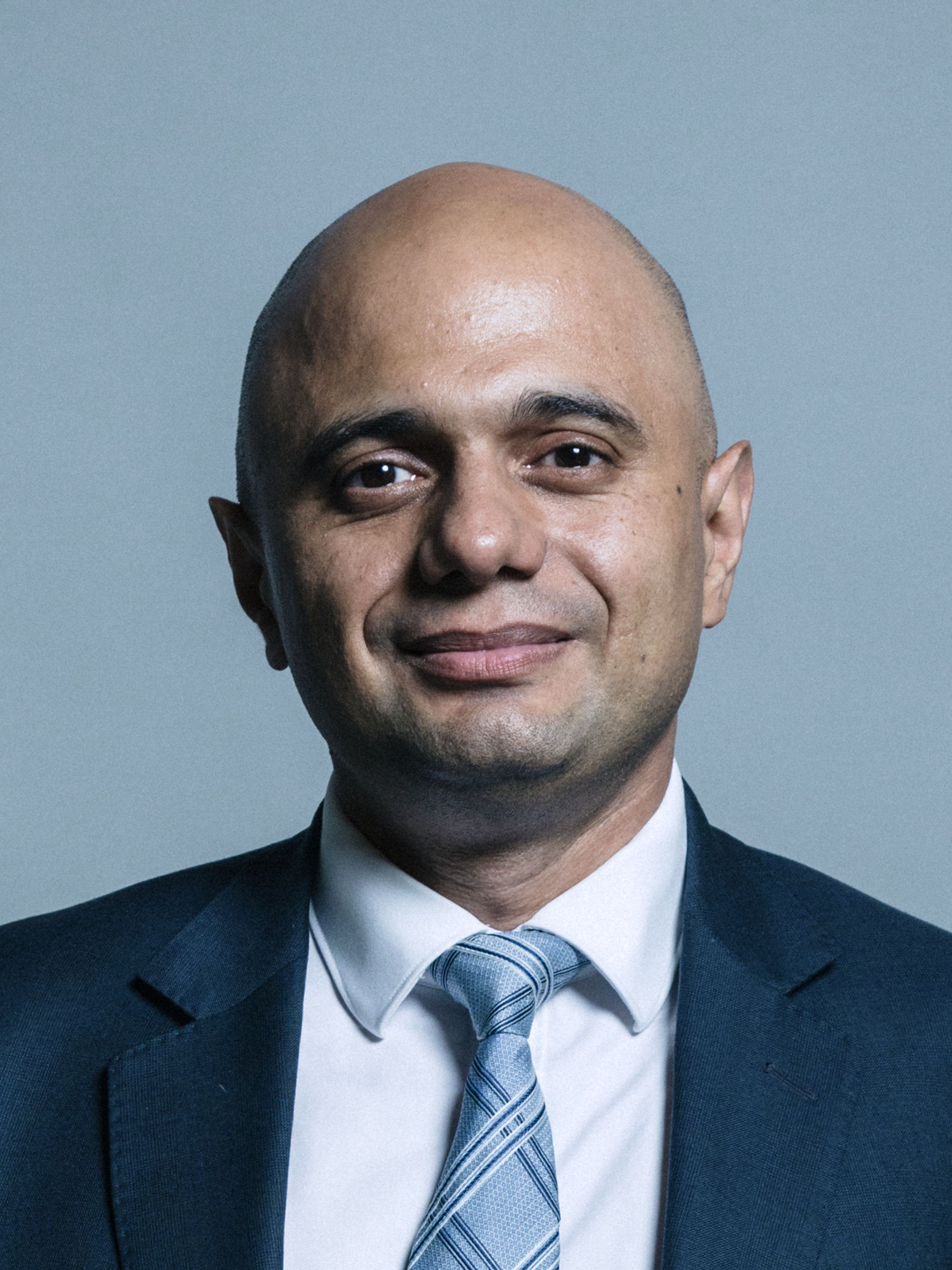

새지드 재비드(영어: Sajid Javid, 1969년 12월 5일 ~ )는 영국의 정치인으로 2021년 6월 이래 보건사회복지부 장관이며, 2010년 이래 브롬스그로브 선거구의 국회의원이다. 보수당 소속인 그는 2018년부터 2019년까지 내무장관을, 2019년부터 2020년까지 재무장관을 역임한 바 있다. 그는 영국에서 아시아인 최초로 중대국무공직을 맡은 첫 인물이기도 하다.
랭커셔주 로치데일의 파키스탄계 영국인 집안에서 태어났으며, 브리스틀에서 주로 자랐다. 엑서터 대학교에서 경제정치학을 전공했으며, 이 시기 보수당에 입당했다. 졸업 후에는 은행업계에서 근무하면서 도이치 은행의 상무이사직을 맡기도 했다. 2010년 총선에서 당선되어 정계에 입문했으며, 데이비드 캐머런 내각에서 재무부 차관을 지내다가 문화부 장관, 비즈니스부 장관으로 이동했다. 테리사 메이 내각에서는 지역사회 지방정부부 장관 및 내무장관을 역임했다.
2019년 메이가 총리직 사임을 발표한 이후 보수당 전당대회에 도전했으나 4위로 낙선했다. 이후 당선된 보리스 존슨 신임 총리 밑에서 재무장관으로 임명되었으나, 2020년 개각 때 물러났다. 이후 2021년 6월 사임한 맷 행콕의 후임 보건사회복지부 장관으로 임명되어 내각에 복귀했다. 2024년 영국 총선을 앞두고 보수당의 총선 출마 여부 공지에 불출마한다고 밝혔다.